# 板橋区立板橋第一小学校
板橋区立板橋第一小学校（いたばしくりつ いたばしだいいちしょうがっこう）は東京都板橋区にある公立小学校。板橋区で同区内紅梅小学校と並び最も歴史がある小学校であり、2014年（平成26年）に創立140周年を迎える。2013年度現在、児童数364人の中規模小学校（2クラス×6学年の12学級）。通称「板一小」。シンボルツリーは銀杏（いちょう）の木。

## 教育目標
人間尊重の精神を基本として、豊かな情操と道徳心を培うとともに、社会の変化に対応できる確かな学力、豊かな心、健やかな体の調和を重視する生きる力を育み、たくましい人間の育成を目指し、次の目標を設定する。
- いつも明るく
- たのしく学び
- いちょうのようにたくましく
- ちからみなぎる

小学校

## 歴史
- 1874年（明治7年）
  - 7月15日 - 第一大学区第四中学区第四番小学板橋学校として開校。下板橋宿山中香林庵を仮校舎とする。
  - 9月1日 - 校舎を下板橋仲宿の小島八郎衛門宅に移転。
- 1880年（明治13年） - 東京府北豊島郡公立板橋小学校に校名変更。
- 1884年（明治17年）12月4日 - 板橋大火で校舎類焼。
- 1885年（明治18年）5月6日 - 校舎新築。
- 1887年（明治20年）3月10日 - 山中分教場を開設。
- 1889年（明治22年）5月 - 東京府北豊島郡板橋町尋常高等小学校に校名変更。
- 1907年（明治40年）5月25日 - 現在地に校舎新築。開校式を挙行。
- 1913年（大正2年）
  - 1月 - 校舎増築。
  - 10月9日 - 校歌（作詞：鈴木珪壽・作曲：福井直秋）制定認可。
- 1915年（大正4年）4月1日 -  山中分教場を廃止・併合。
- 1916年（大正5年）5月 -  校地校舎の拡張、隣地1,331坪購入。
- 1923年（大正12年）
  - 5月4日 - 板橋町立女子実業学校（現板橋高校）併設。
  - 7月28日 - 児童図書室設立（蔵書3,000冊）。
- 1924年（大正13年）9月16日 - 板橋第二尋常小学校の開校により、本校職員4名と児童1,134名が分離。
- 1926年（大正15年）7月1日 - 青年訓練所（後の青年学校）の指定校。
- 1927年（昭和2年）1月8日 - 板橋第三尋常小学校の開設により、本校職員6名と児童459名が分離。
- 1928年（昭和3年）5月 - 校舎改築・講堂建設。
- 1932年（昭和7年）10月1日 - 東京府東京市板橋尋常高等小学校に校名変更。
- 1936年（昭和11年）4月1日 - 高等科（含、女子実業高校）の分離。東京府東京市板橋第一尋常小学校に校名変更。
- 1941年（昭和16年）4月1日 - 東京府東京市板橋第一国民学校に校名変更。
- 1942年（昭和17年）9月 - プールを設置。
- 1943年（昭和18年）7月7日 - 東京都板橋第一国民学校に校名変更。
- 1944年（昭和19年）8月8日 - 群馬県利根郡東村老神に集団疎開。
- 1947年（昭和22年）4月1日 - 東京都板橋区立板橋第一小学校に校名変更。
- 1949年（昭和24年）10月15日 - 板橋区立板橋第九小学校開設により、本校職員7名と児童468名が分離。
- 1965年（昭和40年）2月18日 - 鉄筋校舎改築工事竣工。
- 1970年（昭和45年）11月11日 - 学校給食優良校として文部大臣より表彰される。
- 1971年（昭和46年）3月24日 - プール竣工。
- 1982年（昭和57年）1月8日 - 校旗新調、贈呈式を挙行。
- 1985年（昭和60年）7月5日 - 日本語教室開校。
- 1988年（昭和63年）
  - 4月 - プール改修、およびクラブハウス新築。
  - 8月1日 - 給食調理室全面改修。
- 1990年（平成2年）3月15日 - 校舎外壁に校歌の歌詞を掲額。
- 1991年（平成3年）8月30日 - 校舎全面内装完了。
- 1993年（平成5年）3月20日 - 学校の森に伴う工事完了。
- 1997年（平成9年）11月14日 - 区研究奨励校研究発表（コンピュータの活用の工夫）。
- 1999年（平成11年）
  - 4月1日 - 給食民間委託となる。
  - 8月31日 - 校舎・体育館外壁改修、屋上改修。
- 2000年（平成12年）3月18日 - ランチルーム2室改修工事完了。
- 2003年（平成15年）1月24日 - 区研究奨励校研究発表（I・T教育）。
- 2006年（平成18年）
  - 1月24日 - 東京都教育委員会「情報モラル教育実践モデル校」公開授業。
  - 8月17日 - パソコン室に児童用パソコン40台設置。
  - 9月1日 - 防犯カメラ4台設置。
- 2007年（平成19年）9月1日 - 全教室にエアコンを設置。
- 2008年（平成20年）12月3日 - 自動体外式除細動器（AED）を設置。
- 2010年（平成22年）8月 - 校舎改築工事が始まる（仮校舎建築）。
- 2011年（平成23年）～* 2013年（平成25年） - 板橋区指導力向上特別研究指定校委嘱。
- 2013年（平成25年）
  - 4月1日 - 放課後対策授業「あいキッズ」開設。新校舎使用開始。
  - 9月 - 校庭整備完了、使用開始。
  - 11月22日 - 指導力向上特別研究指定校研究発表会開催。
- 2014年（平成26年）
  - 1月15日 - 校舎落成式。

## 交通
- 都営地下鉄三田線 板橋区役所前駅下車　徒歩7分。
- 東武東上線 大山駅下車　徒歩15分。
- JR埼京線 板橋駅下車　徒歩20分。

## 著名な出身者
- トミー関（声優、俳優）
- 渥美清（俳優、卒業前に転出）